# Notre-Dame-en-Saint-Melaine, Rennes
Notre-Dame-en-Saint-Melaine
Notre-Dame-en-Saint-Melaine je francoska samostanska cerkev v Rennesu, v depatmaju [Ille-et-Vilaine]], ki je služila kot stolnica v prvi polovici devetnajstega stoletja. Nahaja se v podaljšku ulice Saint-Melaine v severovzhodnem delu mestnega središča in meji na južno fasado zahodnega dela parka Thabor.
Med letoma 1803 in 1844 so stolnico svetega Petra v Rennesu porušili, zato ni bila več uporabna kot stolnica niti kot cerkev. Stephen Enoch Celestine, škof Rennesa se je odločil, da začasno namestiti sedež škofije v opatijsko cerkev Notre-Dame-en-Saint-Melaine, ki je tako postala pro-katedrala, to je začasna stolnica.
Svetišče je posvečeno sv. Melaine, ki velja za prvega škofa v Rennesu in je tukaj umrl v šestem stoletju.
Notre-Dame-en-Saint-Melaine danes stoji kot mešanica romanskega in gotskega sloga, s klasičnim in neoklasicističnim zvonikom. Ima tloris latinskega križa.

## Zgodovina stavbe
Zgodnja cerkev je bila zgrajena v poznem petem stoletju in v začetku šestega stoletja nad grobom sv. Melaine, škofa v Rennesu. V sedmem in desetem stoletju je bila poškodovana v požaru in tudi obnovljena.
Menihi so bili v desetem stoletju, zaradi napadov Vikingov, ki so samostan uničili, prisiljen pobegniti, s seboj pa so vzeli tudi telo svojega zavetnika in se zatekli v opatijo Reuilly v Touraine. 
Geoffroy le Bâtard, grof Rennesa je želel obnoviti opatijo Saint-Melaine. V letu 1054 je poslal odposlanca Sigo, opata Saint-Florenta v Saumur, s prošnjo, da bi vzpostavil samostan v nekdanjem sijaju. Ob istem času je opat Saint-Florenta poslal enega svojih menihov k Belleme Gervaisu, škofu v Reimsu, da bi dobili nazaj relikvije. Pa daljšem času jim je končno uspelo, da so se relikvije vrnile.
Gervais, opat Saint-Melaine je vodil gradnjo romanske cerkve (1081-1109), deli, ki so danes ohranjeni so transept in temelji na zvonika.
V prvi polovici trinajstega stoletja je bil transept pokrit z obokom, kakršen je še danes. V štirinajstem stoletju so bili narejeni loki ladje in predelana visoka okna ter kor. Leta 1432 je bil na romanskih temeljih obnovljen zvonik.
21. avgust 1627 so mauristi naselili Saint-Melaine in izvedli velike spremembe. Leta 1676, v času opata Jeana d'Estrades, je bila fasada stolpa povsem predelana, izklesana iz apneneca v delavnici Corbineau, znanem kiparju retablov, ki je delal leta 1683 tudi nov samostan. Glavna mesta in stebri starega samostana iz enajstega stoletja se hranijo v bretanskem muzeju.
Samostanska cerkev Saint-Melaine je postala župnija leta 1791, ko je bil samostan ukinjen. Med letoma 1803-1844 je bila v funkciji nadomestne stolnice. Leta 1844 postane župnija pod imenom Notre-Dame (Notre-Dame-en-Saint-Melaine).
Župnik, imenovan Meslé je odločil, da polepša svojo cerkev in jo naredi najvišjo v Rennesu. Leta 1855 je bilo na zvonik postavljeno dodatno nadstropje arhitekta Jacques Marie Melleta, očeta slavne dinastije in okronan s kipom Marije iz pozlačenega svinca. Meslé je opremil tudi cerkev z orglami iz delavnice Jean-Baptiste Claussa, nekdanjega mojstra pri Cavaillé-Coll, z izvirnim križem, pobarvanim, kot je bilo takrat v veljavi, štirinajst slikami narejenimi v klasičnem slogu, ki temeljijo na francoski ali italijanski umetnosti sedemnajstega stoletja.
Cerkev je bila registrirana kot zgodovinski spomenik 14. oktobra 1926, ter preoblikovana v rangu s sklepom z dne 2. julija 2013. Med drugo svetovno vojno je bila poškodovana in nato do leta 1960 obnovljena . 
L'église fait l'objet d'une inscription au titre des monuments historiques depuis le 14 octobre 19266, transformée en classement par arrêté du 2 juillet 2013. Elle a été endommagée durant la deuxième guerre mondiale puis restaurée dans les années 1960. 

## Arhitektura

### Zunanjost
Fasada stolpa izdelana popolnoma simetrično, je v zelo dobrem stanju. Njegovi začetki segajo v sedanji obliki v leto 1676 in je sestavljen iz klesanega apnenca, delo delavnice Corbineau šole lavalloise in okrašen z množico kipov. Kasneje je bila dodana okrogla kupolasta streha.
- Cerkev se nahaja na zahodnem robu parka Thabor
- Kip device Marije na stolpu
- Okrasje na stolpu

### Notranjost
Freska iz petnajstega stoletja prikazuje Kristusov krst in se nahaja v južni prečni ladji. Druga iz dvajsetega stoletja, André Meriel-Bussyja (1902-1985) je vidna v severni prečni ladji. Je predmet razvrstitve med zgodovinske spomenike od 1. julija 1960.
- Freska Kristusovega krsta
- Transept in kor

### Orgle
Glavne orgle imenovane Claus 1879. Leta 1937 jih je Gonzales preoblikoval, leta 1984 je Yves Severus dodal dvigalo in jih obnovil. Imajo 3 manuale, pedal in 40 registrov.
Orgle v transeptu so iz leta 1874. Staro glasbilo je prišlo iz karmeličanskega samostana. Leta 1950 so jih nadgradili, v letu 2011 pa restavrirali. Imajo dva manuala, pedal in 12 registrov.